# Olvenstedter Teich
Der Olvenstedter Teich war ein Teich im heute zur Stadt Magdeburg gehörenden Dorf Alt Olvenstedt.
Der Teich befand sich zentral im Ort und diente zur Versorgung der Bevölkerung mit Frischwasser. Er zog sich schmal entlang der Straße Am Teich hin. Das Gebiet um den Teich, ein später eingefasstes Quellgebiet, dürfte den Siedlungskern Olvenstedts gebildet haben. Der ringsum gepflasterte Teich war so flach, dass er begehbar war. Die geringe Wassertiefe führte dazu, dass zweimal im Jahr eine Reinigung des Gewässers erforderlich war. Zeitweise waren zur Verschönerung der Anlage Pappeln am Ufer gepflanzt, die jedoch später wegen der Umsturzgefahr wieder beseitigt werden mussten. Neben dem Teich befand sich das Spritzenhaus der Freiwilligen Feuerwehr Olvenstedts, sowie ein gemauertes Gewölbe für Löschwasser, über welchem sich ein Schöpfwerk befand.
Im Zuge des Zweiten Weltkriegs unterblieben die regelmäßigen Reinigungen, so dass der Olvenstedter Teich verwahrloste. Der Teich wurde daraufhin zugeschüttet. Spritzenhaus und Löschwassergewölbe sind noch heute vorhanden.